# Ryan Babel
Ryan Miguel Guno Babel (Amesterdã, 19 de dezembro de 1986) é um ex-futebolista neerlandês de ascendência surinamesa que atuava como ponta-esquerda ou centroavante.

## Carreira

### Ajax
Cria das categorias de base do Ajax, Ryan Babel ingressou no clube aos 11 anos de idade. Promovido ao time principal no ano de 2004, o atacante realizou sua estreia como profissional em fevereiro, pouco antes de completar 17 anos. Seu primeiro gol veio nove meses depois, em um jogo contra o De Graafschap vencido de goleada pelo Ajax, por 5–0.
Babel se firmou entre os 11 titulares na temporada seguinte, quando marcou sete gols pela Eredivisie de 2004–05. Em agosto de 2005, o jovem atacante mostrou oportunismo e marcou o gol que garantiu o título da Supercopa da Holanda, numa vitória por 2–1 contra o PSV Eindhoven, na Johan Cruijff Arena.
O jogador também balançou as redes adversárias na fase classificatória da Liga dos Campeões da UEFA, quando o Ajax venceu o Brøndby por 5–3 e avançou na competição. No total, disputou cinco jogos da Champions League.

### Liverpool
Em julho de 2007, o Liverpool o contratou por 17 milhões de euros. Ryan Babel foi pouco aproveitado no clube inglês, atuando em apenas 91 partidas pela Premier League num período de quase quatro anos. No total, disputou 146 jogos e marcou 22 gols.

### Hoffenheim
No dia 25 de janeiro de 2011, foi confirmada a ida do atacante para o Hoffenheim por 6,5 milhões de euros, num contrato por dois anos e meio. Durante a temporada 2011–12, Babel discutiu com o treinador do clube e acabou dispensado ao fim da mesma.

### Retorno ao Ajax
Após um ano e meio no Hoffenheim, teve o seu retorno oficializado ao Ajax no dia 31 de agosto de 2012. O atacante assinou um contrato de quatro anos com o clube que o revelou.

### Terceira passagem pelo Ajax
Após passar por Kasımpaşa, Al Ain, La Coruña, Beşiktaş, Fulham e Galatasaray, iniciou sua terceira passagem pelo Ajax no dia 11 de janeiro de 2020, sendo emprestado pelo Galatasaray até o final da temporada.

### Eyüpspor
No dia 22 de julho de 2022, Babel foi anunciado pelo modesto Eyüpspor, da Turquia, a custo zero.

## Seleção Nacional
Antes de chegar à Seleção principal, Babel representou a Holanda nas categorias Sub-17, Sub-19 e Sub-20. Em junho de 2005, disputou a Copa do Mundo FIFA Sub-20 e marcou dois gols. Por outro lado, mandou para fora um dos pênaltis que levaram os anfitriões holandeses a serem eliminados pela Nigéria nas quartas de final.
Babel conseguiu seu lugar na Seleção Holandesa principal por causar uma boa impressão. Em seu jogo de estreia, no dia 26 de março de 2005, o atacante foi escalado no lugar do lesionado Arjen Robben para o jogo contra a Romênia, em partida válida pelas Eliminatórias da Copa do Mundo FIFA de 2006. Com boa atuação, Babel marcou o segundo gol da vitória holandesa por 2–0. O feito o tornou o mais jovem atleta a marcar pela Laranja em 68 anos. Alto, veloz e com bons dribles, o jogador não saiu mais do grupo do técnico Marco van Basten, atuando em outros seis confrontos das Eliminatórias.
Convocado para a Copa do Mundo de 2006, realizada na Alemanha, o atacante atuou poucos minutos no empate de 0–0 com a Argentina.
| #   | Data                   | Adversário | Placar | Resultado | Competição               |
| 1.  | 26 de março de 2005    | Romênia    | 2–0    | Vitória   | Elim. Copa do Mundo 2006 |
| 2.  | 12 de novembro de 2005 | Itália     | 1–3    | Derrota   | Amistoso                 |
| 3.  | 1 de junho de 2006     | México     | 2–1    | Vitória   | Amistoso                 |
| 4.  | 7 de fevereiro de 2007 | Rússia     | 4–1    | Vitória   | Amistoso                 |
| 5.  | 24 de maio de 2008     | Ucrânia    | 3–0    | Vitória   | Amistoso                 |
| 6.  | 14 de novembro de 2017 | Romênia    | 3–0    | Vitória   | Amistoso                 |
| 7.  | 26 de março de 2018    | Portugal   | 3–0    | Vitória   | Amistoso                 |
| 8.  | 9 de setembro de 2018  | França     | 1–2    | Derrota   | Liga das Nações          |
| 9.  | 9 de setembro de 2019  | Estônia    | 4–0    | Vitória   | Elim. Euro 2020          |
| 10. | 9 de setembro de 2019  | Estônia    | 4–0    | Vitória   | Elim. Euro 2020          |

## Curiosidades
Ryan Babel também é rapper, profissão em que atende pelo nome de Rio. Já colaborou em músicas de outros rappers holandeses, como Lange Frans, Baas B, Darryl, Ali B e U-Niq. Além disso, também tem registrada uma música com Royston Drenthe, futebolista neerlandês que atuava como lateral-esquerdo.

## Títulos
Ajax
- Eredivisie: 2003–04 e 2012–13
- Supercopa dos Países Baixos: 2005 e 2006
- Copa KNVB: 2005–06 e 2006–07

Al Ain
- Supercopa dos Emirados Árabes: 2015

Beşiktaş
- Süper Lig: 2016–17

Galatasaray
- Supercopa da Turquia: 2019

Seleção Holandesa Sub-21
- Campeonato Europeu Sub-21: 2007